# Chichée
Chichée é uma comuna francesa na região administrativa de Borgonha-Franco-Condado, no departamento de Yonne. Estende-se por uma área de 18,81 km². Em 2010 a comuna tinha 321 habitantes (densidade: 17,1 hab./km²).